# 村田村 (茨城県)
村田村（むらたむら）は茨城県真壁郡にかつて存在した村である。

## 地理
- 現在の筑西市の東部、旧明野町の北部に位置する。
- 村域は台地と平地が入り組む谷戸が多い地形になっている。
- 村は小貝川の東岸に位置する。

## 歴史
村名はかつて存在した村田荘に由来する。

### 村域の変遷
- 1889年（明治22年）4月1日 - 町村制施行により、吉間村・吉田村・竹垣村・内淀村・鍋山村・下川中子村・古内村・大林村・新井新田が合併し真壁郡村田村が発足。
- 1954年（昭和29年）11月13日 - 村田村は大村町・上野村・鳥羽村とともに合併し明野町が発足。村田村は消滅。

変遷表
| 1868年 以前 | 1868年 以前 | 明治22年 4月1日 | 昭和29年 11月3日 | 平成17年 3月28日 | 現在   |
| ----------- | ----------- | --------------- | ---------------- | ---------------- | ------ |
|             | 吉間村      | 村田村          | 明野町           | 筑西市           | 筑西市 |
|             | 吉田村      | 村田村          | 明野町           | 筑西市           | 筑西市 |
|             | 竹垣村      | 村田村          | 明野町           | 筑西市           | 筑西市 |
|             | 内淀村      | 村田村          | 明野町           | 筑西市           | 筑西市 |
|             | 鍋山村      | 村田村          | 明野町           | 筑西市           | 筑西市 |
|             | 下川中子村  | 村田村          | 明野町           | 筑西市           | 筑西市 |
|             | 古内村      | 村田村          | 明野町           | 筑西市           | 筑西市 |
|             | 大林村      | 村田村          | 明野町           | 筑西市           | 筑西市 |
|             | 新井新田    | 村田村          | 明野町           | 筑西市           | 筑西市 |

## 大字
- 吉間（よしま）
- 吉田（よしだ）
- 竹垣（たけがき）
- 内淀（うちよど）
- 鍋山（なべやま）
- 下川中子（しもかわなご）
- 古内（ふるうち）
- 大林（おおばやし）
- 新井新田（あらいしんでん）

## 人口・世帯

### 人口
総数 [単位： 人]
| 1891年（明治24年） | 2,703 |
| 1920年（大正 9年） | 3,060 |
| 1935年（昭和10年） | 3,087 |
| 1950年（昭和25年） | 3,937 |

### 世帯
総数 [単位： 世帯]
| 1920年（大正 9年） | 552 |
| 1935年（昭和10年） | 552 |
| 1950年（昭和25年） | 632 |